# Leskova
Leskova (izvirno srbsko Лескова) je naselje v Srbiji, ki upravno spada pod Občino Tutin; slednja pa je del Raškega upravnega okraja.

## Demografija
V naselju živi 201 polnoletni prebivalec, pri čemer je njihova povprečna starost 28,2 let (28,5 pri moških in 27,9 pri ženskah). Naselje ima 65 gospodinjstev, pri čemer je povprečno število članov na gospodinjstvo 5,15.
|  |

| Demografija | Demografija     | Demografija     |
| Leto        | Št. prebivalcev | Št. prebivalcev |
| ----------- | --------------- | --------------- |
|             |                 |                 |
|             |                 |                 |
|             |                 |                 |
|             |                 |                 |
| 1948        | 336             |                 |
| 1953        | 392             |                 |
| 1961        | 393             |                 |
| 1971        | 322             |                 |
| 1981        | 366             |                 |
| 1991        | 392             | 386             |
| 2002        | 396             | 335             |
|             |                 |                 |

| Etnična sestava po popisu iz leta 2002 | Etnična sestava po popisu iz leta 2002 | Etnična sestava po popisu iz leta 2002 | Etnična sestava po popisu iz leta 2002 | Etnična sestava po popisu iz leta 2002 |
| -------------------------------------- | -------------------------------------- | -------------------------------------- | -------------------------------------- | -------------------------------------- |
| Bošnjaki                               | Bošnjaki                               |                                        | 332                                    | 99,10%                                 |
| Muslimani                              | Muslimani                              |                                        | 2                                      | 0,59%                                  |
| Neznano                                | Neznano                                |                                        | 0                                      | 0,0%                                   |